# Bisca
Bisca er en dansk fødevarevirksomhed, der primært fremstiller kager og kiks. Bisca har hovedkvarter og fabrik i Stege på Møn og er markedsledende i Danmark. Desuden har virksomheden væsentlige andele i Norge og Sverige og har eksport til Finland, Rusland, Tyskland, England og de baltiske lande. Bisca beskæftiger 460 medarbejdere og havde en omsætning på 728 mio. kr. i 2010. Bisca er desuden Kongelig hofleverandør.
Virksomheden startede som Karen Volf i 1890, der producerede småkager. I 1922 startede man produktion af kiks i Hjørring, og siden 1997 har virksomheden haft navnet Bisca. Karen Volf bruges fortsat som varemærke for firmaets kageproduktion. Bisca er i dag ejet af det norske firma Scandza AS. I 2006 blev al produktion samlet i Stege, hvor det er foregået siden.
I november 2022 modtog virksomheden Vordingborg Integrationsråds pris for virksomheder, der har gjort noget ekstraordinært for at ansætte og integrere udlændinge. Bisca havde ansat 11 flygtninge fra krigen i Ukraine.